# Ultratop
Ultratop là các bảng xếp hạng âm nhạc chính thức của Bỉ. Do có hai khu vực khác nhau (Flanders và Wallonia), có hai bảng xếp hạng âm nhạc khác nhau. Ở Flanders, các bảng xếp hạng quan trọng nhất là Ultratop 50 singles và Ultratop 50 albums. Ở Wallonia các bảng xếp hạng quan trọng nhất là Ultratop 40 singles và Ultratop 50 albums. Việc xếp hạng trong các bảng xếp hạng này dựa trên doanh số âm nhạc. Các bảng xếp hạng đang được phát sóng trên các đài phát thanh Bỉ khác nhau và đài truyền hình TMF ở Flanders.
Có các bảng xếp hạng riêng biệt cho mỗi khu vực Flanders và Wallonia, sự khác biệt chủ yếu do sự khác nhau về văn hoá ở Bỉ.
Ultratop cũng đồng thời là tên của tổ chức quản lý các bảng xếp hạng này. Đây là một tổ chức phi lợi nhuận, tạo ra theo sáng kiến của Liên đoàn quốc tế Công nghiệp Thu âm Bỉ.

## Ultratip
Ultratip là bảng xếp hạng top 30 đĩa đơn thương mại, xếp hạng dựa trên sự kết hợp giữa doanh số và phát thanh (ví dụ, số lần một ca khúc được chơi trên radio hoặc TV, cùng với số lượng người nghe của kênh truyền hình, khu vực hoặc ngôn ngữ đó). Nó khác với bảng xếp hạng chính Ultratop, chỉ tính doanh số bán đĩa.